# عدلي منصور
عدلي محمود منصور (23 ديسمبر 1945)، رئيس المحكمة الدستورية العليا السابق، كان رئيسا مؤقتا لجمهورية مصر العربية لفترة انتقالية، نتيجة مظاهرات كبيرة؛ وترتب عليها نشوب مظاهرات 30 يونيو ضد الرئيس المنتخب محمد مرسي بعد مرور عام من توليه منصب رئيس الجمهورية، وأعلنت القوات المسلحة تعطيل العمل بدستور 2012  ومن ثم نُصب عدلي منصور رئيساً مؤقتاً باعتباره رئيس المحكمة الدستورية، وذلك بعد الاتفاق مع بعض القوى الوطنية  المعارضة لحكم محمد مرسي على خارطة طريق جديدة للبلاد بالتعاون مع شيخ الأزهر وبابا الكنيسة القبطية الأرثوذكسية. وبحضور ممثل لحزب النور وموافقته على خارطة الطريق.
اعتبرت القوى السياسية الداعمة لمحمد مرسي وأنصارها الذين نظموا مظاهرات واعتصامات في ميداني رابعة العدوية والنهضة وبعض ميادين المحافظات أن الإجراءات التي عرفت ب«خارطة الطريق» تعد انقلاباً عسكرياً على شرعية مرسي باعتباره منتخباً، وعبّرت تلك القوى وأنصارها عن اعتراضهم بتنظيم مظاهرات في الخارج  رغم تبرير القوات المسلحة بأن ذلك كان نزولاً على رغبة الشعب وليس انقلاباً.
عُيّن المستشار عدلي منصور عضواً بالمحكمة الدستورية العليا في عهد الرئيس الأسبق محمد حسني مبارك عام 1992، ثم تولى رئاسة المحكمة الدستورية العليا في 30 يونيو 2013 خلفاً للمستشار ماهر البحيري، وأدى اليمين رئيسًا للمحكمة يوم 4 يوليو قبل أن يؤدي اليمين رئيسًا للجمهورية بدقائق قليلة.
قلده الرئيس عبد الفتاح السيسي قلادة النيل العظمى في أولى قراراته رئيسًا للجمهورية وذلك يوم تنصيبه رئيسًا خلفًا لعدلي منصور. كما نال وسام الجمهورية من الطبقة الأولى في 2016.

## النشأة وتعليمه
حصل على ليسانس حقوق سنة 1967 جامعة القاهرة ودبلوم الدراسات العليا في القانون العام من نفس الجامعة، ودبلوم الدراسات العليا في العلوم الإدارية سنة 1970.
عُين مندوب مساعد بمجلس الدولة في نوفمبر 1970، والتحق للعمل عضواً بإدارة الفتوى والتشريع لرئاسة الجمهورية والمحافظات في ديسمبر 1970، كما عين مندوب بمجلس الدولة في 1971 والتحق للعمل عضواً بإدارة الفتوى والتشريع لوزارتي التربية والتعليم والتعليم العالي في يناير 1972. التحق للعمل عضواً بإدارة الفتوى والتشريع لوزارتي الخارجية والعدل في فبراير 1972. انتدب للعمل مستشاراً قانونياً للهيئة العامة لصندوق تمويل مباني وزارة الخارجية في غير أوقات العمل الرسمية خلال الفترة من أغسطس 1973 إلى أبريل 1974، كما انتدب للعمل مستشاراً قانونياً للمركز القومي للبحوث في غير أوقات العمل الرسمية خلال الفترة من أكتوبر 1974 إلى أغسطس 1975 وخلال الفترة من يناير 1977 إلى ديسمبر 1983. وعين نائب من الفئة (ب) في 1975 ونائب من الفئة (أ) في 1976. التحق للعمل بالمكتب الفني للمستشار رئيس مجلس الدولة في يناير 1977، وعين مستشاراً مساعداً من الفئة (ب) في أغسطس 1977.
التحق للعمل بإدارة الفتوى والتشريع لوزارات الأوقاف والصحة ووزارة الشئون الاجتماعية وشئون الأزهر في 1978، وانتدب للعمل عضواً باللجان القضائية للإصلاح الزراعي للعام القضائي في غير أوقات العمل الرسمية في أكتوبر 1980. عين مستشاراً مساعداً من الفئة (أ) في 1980، وانتدب للعمل مستشاراً بالأمانة العامة لمجلس الوزراء (الأمانة التشريعية) في غير أوقات العمل الرسمية في أبريل 1982. خلال الفترة من ديسمبر 1983 إلى أبريل 1990؛ أعير إلى المملكة العربية السعودية للعمل مستشاراً قانونياً لوزارة التجارة والصناعة في منطقة حائل.
في 1984 عين مستشاراً لمجلس الدولة، كما عين وكيلاً بمجلس الدولة في 1990 وانتدب للعمل مستشاراً بالأمانة العامة لمجلس الوزراء (الأمانة التشريعية) في غير أوقات العمل الرسمية خلال الفترة من نوفمبر 1990 إلى ديسمبر 1992. وشغل منصب نائب رئيس مجلس الدولة في فبراير 1992. وفي ديسمبر 1992 عين نائب رئيس المحكمة الدستورية العليا في ديسمبر 1992، وحتى تعيينه رئيساً للمحكمة الدستورية العليا في 30 يونيو عام 2013.

## رئيساً للجمهورية
خرجت تظاهرات للمعارضة تنادي بإسقاط الرئيس محمد مرسي، قابلها تظاهرات أخرى لمؤيدي الرئيس تنادي بعدم الخروج عن الشرعية الدستورية. على أثر ذلك أعلنت القوات المسلحة المصرية بقيادة الفريق أول عبد الفتاح السيسي وزير الدفاع والإنتاج الحربي عن انحياز الجيش المصري الكامل للشعب، وأعطى مهلة 48 ساعة لمؤسسة الرئاسة وكافة القوى السياسية لحل الأزمة. نتيجة لذلك، أصدر الرئيس محمد مرسي خطاباً على شاشة التليفزيون المصري يدعو فيه للتمسك بالشرعية الدستورية باعتباره رئيس منتخب من قِبل الشعب، وعلى أساس هذا الخطاب أعلنت القوى والأحزاب المعارضة عدم رضاها عن خطاب مرسي الأخير وأنه يدعو لتعقيد الأزمة أكثر من حلها، وتصاعدت احتجاجات المعارضة ضده المطالبة بالرحيل.
على إثر ذلك في اليوم التالي 3 يوليو، اجتمع السيسي مع رموز للقوى الوطنية والحركات الشبابية المعارضة لحكم مرسي قبل إعلان بيان للقوات المسلحة بعد انتهاء مدة الـ48 ساعة، ودعت القوات المسلحة كذلك مشاركة شيخ الأزهر وبابا الإسكندرية ومحمد البرادعي  مفوضاً من اتحاد قوى 30 يونيو وثلاثة من أعضاء حركة تمرد، وعدداً من الخبراء الدستوريين والقانونيين وممثلين للأجهزة الأمنية ويونس مخيون رئيس حزب النور وجلال مرة أمين عام الحزب. بعد انتهاء الاجتماع، أعلن الفريق أول السيسي في بيان له بحضور المشاركين في الاجتماع عن عزل الرئيس محمد مرسي وتعطيل العمل بدستور 2012، طلب حلف اليمين من رئيس المحكمة الدستورية العليا عدلي منصور رئيسًا مؤقتًا للجمهورية لعدم انعقاد مجلس النواب. بعد بيان السيسي؛ ألقى كل من أحمد الطيب الإمام الأكبر وشيخ الأزهر وتواضروس الثاني بابا الإسكندرية وبطريرك الكرازة المرقسية وبعض الرموز السياسية خطابات قصيرة تؤكد انحيازهم الكامل مع القوات المسلحة لرأي الشعب الذي خرج في التظاهرات، بحسب رأيهم.
قامت عدة مظاهرات واعتصامات في عدد من ميادين ومحافظات الجمهورية، وحدثت بعض الاشتباكات مع الشرطة المصرية والجيش، مما أدى إلى سقوط عشرات القتلى ومئات الجرحى، البعض في أحداث نادي الحرس الجمهوري، فقد رأت القوى السياسية الداعمة لمحمد مرسي أن ما فعله الفريق أول السيسي يُعد انقلاباً عسكرياً على شرعية الرئيس المنتخب بحسب رأيهم، وقد أصدر محمد مرسي نفسه بياناً بصفته رئيساً للبلاد والقائد الأعلى للقوات المسلحة  أعلن فيه رفضه ل«انقلاب» القوات المسلحة، ودعا جموع الشعب إلى عدم الاستجابة لهذا ال«انقلاب» الذي يُعيد مصر إلى الوراء، بحسب رأيه. بينما صدرت ردود فعل مضادة توضح أن ما قامت به القوات المسلحة ليس انقلاباً، ولكنه كان استجابة لمطالب معارضي الرئيس مرسي التي كان منها مطالبته باجراء انتخابات رئاسية مبكرة وخاصة بعد عدم استجابته لهذه المطالب بشكل صريح في خطابه الأخير، والذي أحدث بلبلة من وجهة نظرهم من شأنها تقسيم الصفوف.
صدر قرار تعيينه رئيساً مؤقتاً في 3 يوليو 2013، وأدى عدلي منصور اليمين رئيسًا للمحكمة يوم 4 يوليو رغم أنه عُيّن يوم 30 يونيو 2013، عقب تأدية اليمين بدقائق، أدى يميناً آخر رئيساً لجمهورية مصر العربية في المحكمة الدستورية العليا. وبذلك صار الرئيس عدلي يحمل صلاحيات السلطات الثلاث "السلطة القضائية" رئيسًا للمحكمة الدستورية و"السلطة التشريعية" بعد حل مجلس الشورى و"السلطة التنفيذية" رئيسًا للجمهورية. وأصدر قراراً جمهورياً بتشكيل لجنة خبراء من 10 قانونيين بهدف تعديل الدستور. خلال فترة رئاسته، أصدر قراراً جمهورياً بتغيير يمين الطاعة الذي يؤديه أفراد القوات المسلحة مزيلاً منه عبارة «أن أكون مخلصاً لرئيس الجمهورية». وأصدر في نوفمبر 2013 قانون للتظاهر يتيح لوزير الداخلية منع المظاهرة إذا كانت تشكل «تهديدا للأمن». في 26 فبراير، 2014، أصدر قراراً جمهورياً يشترط موافقة المجلس الأعلى للقوات المسلحة على تعيين وزير الدفاع، وأن يكون هذا التعيين لفترتين رئاسيتين كاملتين.
في 18 مايو، 2014، أصدر قرارًا برفع قيمة راتب الرئيس من 12 ألف جنيه إلى 21 ألف جنيه ومثل ذلك لبدل التمثيل، ما يجعل مخصصات الرئيس 42 ألف جنيه شهريًا؛ علمًا أن هذه الزيادة لا تطبق عليه لكن على الرئيس القادم. كذلك كان من آخر قراراته قانون احترام العلم الوطني والنشيد الوطني، وهو القانون رقم 41 لسنة 2014 المنشور في الجريدة الرسمية الوقائع المصرية.

## روابط خارجية
- عدلي منصور على موقع مونزينجر (الألمانية)